# IC 4406
IC 4406 — галактика типу PN (планетарна туманність) у сузір'ї Вовк.
Цей об'єкт міститься в оригінальній редакції індексного каталогу.